# Sidbury (Shropshire)
Pour les articles homonymes, voir Sidbury.
Sidbury est une paroisse civile et un village du Shropshire, en Angleterre.